# Oussama Litim
Oussama Litim (en arabe : أسامة ليتيم) est un footballeur algérien né le 3 juin 1990 à Bouhmama dans la wilaya de Khenchela. Il joue au poste de gardien de but à l’Union sportive madinet Khenchela

## Biographie
Oussama Litim commence sa carrière au NRB Bouhmama, il rejoint le MSP Batna chez les seniors en 2009. Il rejoint ensuite l'USM Blida en 2013, puis le DRB Tadjenanet en 2016. En 2018, il signe avec le MC Oran.
En juin 2021, Oussama Litim est convoqué pour la première fois en Équipe d'Algérie A' dans le cadre d'un match amical contre l'Équipe du Liberia le 17 juin 2021 à Bir El Djir (Oran).

## Palmarès
USM Blida
- Championnat d'Algérie D2 (1) :
  - Champion : 2014-15.